# Kirazsökü, Bozkurt
Kirazsökü là một xã thuộc huyện Bozkurt, tỉnh Kastamonu, Thổ Nhĩ Kỳ. Dân số thời điểm năm 2008 là 37 người.